# 視神経脊髄炎
視神経脊髄炎(ししんけいせきずいえん、Neuromyelitis optica;NMO)は重度の視神経炎と横断性脊髄炎を特徴とする疾患である。Devic病とも呼ばれている。

## 歴史的背景
1894年にDevicは「視神経炎を伴った亜急性脊髄炎」という1例を報告した。同じ年にDevicの弟子であるGaultは過去の症例報告とDevicの症例まとめて16例を集めて視神経脊髄炎（NMO）という名称を提唱した。その後、多発性硬化症（MS）、急性散在性脳脊髄炎（ADEM）との異同が長らく議論されてきた。特にNMOはMSの亜型なのかそれとも独立した疾患なのかという点が長らく議論された。独立した疾患と考えられた根拠はオリゴクローナルバンドが陰性であること、急性増悪時の髄液細胞数が50/μL以上であったり、多形核白血球が有意に増加する症例があること。剖検例では脳病変が少ないこと、壊死性病変がしばしば認められるという点でMSと異なるという意見があった。またNMOでは単相性の経過をとることも知られていた。なお、東北大学などの検討では視神経と脊髄炎がともに1回のみエピソードであれば発症間隔にかかわらず単相性NMOとし、一方いずれかが2回以上の急性増悪があれば再発性NMOとしている。単相性NMOは男女ともにみられ感染後に発症する疾患であることが多く、再発性NMOは自己免疫の背景を持った女性に多い疾患という特徴がある。このような特徴が見出されていたが独立疾患として認識されにくかったのはバイオマーカーがなかったからである。
2004年にメイヨークリニックと東北大学からNMOに特異的な自己抗体NMO-IgGが発表された。2005年にその標的抗原が中枢神経の主要な水チャネルでありアストロサイトのendfeetに密に発現しているアクアポリン(AQP)4であることがわかった。以後NMO-IgGは抗AQP4抗体と呼ばれることが多くなった。抗AQP4抗体陽性症例の解析から約9割は女性であり、発症年齢は30歳代後半とMSよりも高く、再発は平均年に1回と多く、1/3の症例で片眼が失明しており3椎体以上の長い脊髄病変は9割の症例にみられるなどNMOの臨床的な特徴が明らかとなった。2006年度のWingerchunkらが新たなNMOの診断基準を作成した。診断基準では全身性エリテマトーデス、シェーグレン症候群など膠原病や膠原病類縁疾患の徴候があった場合はその病変はNMOではなく、膠原病や膠原病類縁疾患の中枢神経症状と考える。抗AQP4抗体陽性症例のうち視神経炎あるいは脊髄炎のいずれか一方のみがみられる症例もあり2007年にWingerchunkらはNMOスペクトラムを発表した。
NMOの急性期病変ではAQP4やGFAPといったアストロサイトの蛋白質が広範に欠失すること、NMOの急性増悪期における髄液GFP濃度の著名な上昇、実験では抗AQP4抗体はアストロサイト障害性をもつといったことが明らかとなりNMOをMSのような炎症性脱髄疾患に分類することが不適切と考えられるようになった。astrocytopathic diseaseと分類するべきという意見がある。

## 視神経脊髄炎の臨床像
|                            | 多発性硬化症（MS）                                                                                                  | 視神経脊髄炎（NMO）                                                                       |
| -------------------------- | --- | ----------------------------------------------------------------------------------------- |
| NMO/MS全体からみた頻度     | 60％ | 30％                                                                                      |
| 男女比                     | 1:3 | 1:10                                                                                      |
| 発症年齢                   | 20～30歳代で好発、50歳以上はまれ                                                                                    | 30～40歳代で好発、高齢発症有り                                                            |
| 人種差、地域差             | 白人に多い | なし（アジア、ラテンアメリカに多い傾向）                                                  |
| 視力障害の特徴             | 中心暗点 | 両側性障害、重症、水平性半盲                                                              |
| 脊髄障害の特徴             | 片側の感覚障害、運動障害                                                                                            | 長大病変、横断性障害、強いしびれ、痛み                                                    |
| 大脳病変の特徴             | 記憶障害など様々の症状                                                                                              | 吃逆、嘔吐、視床下部障害、過睡眠、意識障害                                                |
| 主な合併症                 | なし | シェーグレン症候群、橋本病など膠原病                                                      |
| 血清抗AQP4抗体             | 陰性 | 陽性                                                                                      |
| 髄液オリゴクローナルバンド | 約80％で陽性 | 大抵陰性（約10％で陽性）                                                                  |
| 再発予防治療               | ベースライン薬：IFNβ-1a、IFNβ-1b、グラチラマー酢酸塩、フマル酸ジメチル セカンドライン：フィンゴモリド、ナタリズマブ | ファーストライン：経口ステロイド薬、免疫抑制剤 セカンドライン：リツキシマブ（保険適用外） |

疫学
NMOの発症年齢はMSよりも10歳ほど遅く30～40歳代が多い。50歳以上の初発例も珍しくない。シェーグレン症候群、全身性エリテマトーデス、橋本病など自己免疫病を合併する例が多い。再発頻度は年に1～2回でMSよりも多い。
妊娠
MSでは妊娠中は再発頻度が低下すると考えられているがNMOではむしろ再発しやすくなるという報告がある。
視神経炎
NMOの初発症状では視力障害が多い。MSでは片側性の視力障害が多いのに対してNMOでは両側性の視力障害を呈することが多い。視野異常としてはMSではよくみられる中心暗点に加えてNMOでは両耳側半盲（視交叉病変）、非調和性同名半盲（視索病変）、水平性半盲などがみられることが特徴である。NMOSDによる視神経炎では、非中心性の視野障害（高度な広範囲暗点、上下半盲、四分盲、三象限盲、両耳側半盲など）が高頻度でみられる。特発性視神経炎や多発性硬化症の視神経炎の典型例のように中心暗点のみの症例は約半数に留まる。特に高度な視力障害や失明に至る重症例が多く、両側性や再発性も特徴的である。視神経炎は様々な免疫疾患に合併するが臨床症状やMRI、VEP、OCTなどの所見に違いがあると考えられている。
脊髄炎
NMOの脊髄炎はMRIで3椎体以上におよぶ中心灰白質を侵す長い横断性脊髄炎を呈するのが特徴である。3椎体以上の長い病変（longitudinally extensive transverse myelitis、LETM）は視神経脊髄炎に特異的ではない。しかし脊髄炎の分布は疾患ごとに特徴があることが知られている。頸髄病変による呼吸不全や死亡の報告がある。
大脳病変と脳幹病変
当初、NMOでは大脳病変は認められないとされていたが、その後大脳病変はまれではないことが明らかになった。大脳基底核、視床下部、脳幹などはAQP4が豊富に発現している部位でありNMOでは病変を認めることも多い。これらの部位を反映して難治性吃逆、嘔吐、内分泌異常、過睡眠、意識障害といった症状を示すことがある。最後野症候群はNMOSDの10％で初発症状になり15～40％で経過中に認められる。嘔吐は2週間程度持続する。最大で60％程度で嘔吐後脊髄炎や視神経炎が起こると言われている。
MRI
|            | 多発性硬化症（MS）                                    | 視神経脊髄炎（NMO）                                  |
| ---------- | ----------------------------------------------------- | ---------------------------------------------------- |
| 大脳病変   | 側脳室から垂直方向の半卵形病変、皮質下U-fiber病変など | 第三、第四脳室周囲、脳幹（特に延髄背内側）などに分布 |
| 脳梁病変   | 10mm以下で浮腫なし                                    | 10mm以上で浮腫あり（大理石様パターン）               |
| 造影効果   | オープンリング状                                      | 雲状                                                 |
| 視神経病変 | 片側の視神経炎                                        | 両側性、視神経腫脹、視交叉病変、視索病変             |
| 脊髄病変   | 長さは通常2椎体未満                                   | 3椎体以上の長大病変、横断面で脊髄中心部の分布        |
視神経の評価としてはSTIR法が適切である。脊髄では3椎体以上の長い病変で横断面では脊髄中心部の病変が特徴的である。NMOの大脳病変の好発部位はAQP4が豊富に発現している第三脳室周囲、第四脳室周囲、中脳水道の周囲、延髄背内側、視床下部などで多い。またMSと比べると左右対称で広範な病巣をきたす傾向がある。MSで特徴的な側脳室近傍や脳梁病変を認めるNMOも存在するため鑑別は困難であるが病巣の大きさがMSでは10mm未満と小さく浮腫も伴わないがNMOの脳梁病変は10mm以上で大きく浮腫を伴いFLAIR画像では病変の周囲が高信号で内部が低信号を呈する大理石パターンを認める。造影MRIではMSはオープンリング状の造影効果をよくみられるが、NMOでは雲状造影効果を認めることが特徴であると報告されている。NMOは脊髄にはリング状増強効果を伴う病変をしばしば認める。3椎体以上の長い病変（longitudinally extensive spinal cord lesion）は視神経脊髄炎に特異的な所見ではない。具体的には全身性エリテマトーデス、サルコイドーシス、シェーグレン症候群、血管炎、ベーチェット病、多発性硬化症、ADEM、HTLV-1などの感染症、腫瘍、栄養障害などでも3椎体以上の長い病変は認められる。
髄液検査
MSで高頻度に認めるオリゴクローナルバンドが検出されることは少ない。髄液一般所見では蛋白やIgGインデックス上昇がみられることがある。また髄液細胞数も増加して多形核球優位のこともある。NMOでは血清中に抗AQP4抗体をみとめるが髄液中で認められることは少ない。髄液中のGFAP（glial fibrillary protein）がNMOの臨床所見と相関すると報告されている。視神経脊髄炎で髄液糖が低下し、髄液細胞数が増加したため細菌性髄膜炎と鑑別が必要となった報告がある。血液脳関門の破綻による糖輸送障害や髄液細胞数の増加による髄液糖の消費亢進によって髄液糖低下が起こると考えられている。

## 視神経脊髄炎関連疾患
視神経脊髄炎関連疾患または、視神経脊髄炎スペクトラム疾患は、NMOSD(Neuromyelitis optica spectrum disorders)とも略され、抗AQP4抗体陽性という共通の免疫病態に対して包括的に定義された概念で、4つの臨床病型が知られている。視神経脊髄炎では確実例、空間的限局例（視神経炎もしくは脊髄炎のいずれかをもつ）、他の自己免疫疾患と合併した例、視床下部、脳梁、脳室周囲、そして脳幹の病変を有する例に大きく分類される。
NMO確実例
NMOの診断基準をみたすものである。
空間的限局例
抗AQP4抗体陽性で、視神経炎もしくは脊髄炎を単独でもつ例は視神経脊髄炎関連疾患のうち空間的限局例と呼ばれている。
自己免疫疾患を合併した例
視神経脊髄炎関連疾患は全身性自己免疫疾患でみられる自己抗体を認めることが多く、一部の例では臓器特異的、非特異的な自己免疫疾患を併発することがある。
大脳・脳幹病変を伴った視神経脊髄炎の特徴
抗AQP4抗体症例には大脳や脳幹病変が多いこと、脊髄炎や視神経炎ではなく大脳、脳幹症状で発症する症例が存在することが明らかとなっている。2006年度の視神経脊髄炎の診断基準では大脳や脳幹病変をもつケースは視神経脊髄炎関連疾患となる。最後野周辺の病変に伴う難治性の吃逆や嘔吐、視床下部病変に伴う二次性ナルコレプシー、内分泌異常、PRESに類似した広汎な白質病変、腫瘍様大脳病変、錐体路に沿った脳病変、線状の傍脳室周囲、脳梁病変などが特徴として知られている。

## 抗体

### 抗AQP4抗体
抗AQP4抗体はNMOの特異的診断マーカーと考えられる自己抗体である。血清中に高力価で検出され、髄液での力価は低いことから抗体は末梢リンパ球で産出され、血液脳関門が破綻するような病態が生じた際に中枢神経系に移行して病変を生じると考えられている。脊髄中心灰白質、第三脳室周囲、延髄背側最後野周囲にAQP4の発現は多く、視神経脊髄炎の病変分布と一致している。Polmanらは血清の抗AQP4抗体測定を推奨する臨床神経徴候をまとめている。
中心灰白質主体で3椎体以上に連続する脊髄病変
両側性で重篤な視神経炎、視神経腫脹、視交叉病変、水平性半盲を伴う視神経炎
延髄中心管周囲の病変を伴い、2日以上続く難治性の吃逆、嘔吐、嘔気
かつて抗AQP4抗体価は脊髄炎の病変の長さと疾患活動性と相関すると報告されていた。しかし2020年の報告では抗AQP4抗体価は再発、再発の重症度、疾患活動性と相関しない報告されている。

### 抗MOG抗体
抗myelin-oligodendrocyte glycoprotein(MOG)抗体が視神経脊髄炎の原因抗体としても注目されている。抗AQP4抗体陽性者と比較して男性に多く若年であり、視神経炎と横断性脊髄炎を1ヶ月以内に続発することが多く、脊髄円錐部が障害されやすい、頭部MRIで白質病変を認めやすいといった特徴が知られている。

### 抗GRP78抗体
視神経脊髄炎における血液脳関門破綻に関与する自己抗体として抗GRP78（glucose-regulated protein 78）抗体が報告されている。

### その他
抗AQP4抗体陽性のNMOではシェーグレン症候群の合併率が10～20％と高いと報告されている。抗SS-A抗体や抗SS-B抗体陽性率は抗AQP4抗体陽性NMOでは抗AQP4抗体陰性NMOと比較して有意に高く、抗SS-A抗体重は症度や疾患活動性と相関すると報告されている。また抗AQP4抗体陽性のでは全身性エリテマトーデスの合併率が高いと報告されている。ds-DNA抗体陽性率が抗AQP4抗体陽性NMOでは抗AQP4抗体陰性NMOより有意に高く、抗核抗体陽性群は抗核抗体陰性群とくらべて重篤である。また抗甲状腺抗体に関しては、抗AQP4抗体陽性のNMO患者では健常者とくらべて抗甲状腺抗体の陽性率が有意に高かった。抗甲状腺抗体陽性群と抗甲状腺抗体陰性群のEDSSを比較すると抗甲状腺抗体陽性群が有意に高値であった。

## 病理
視神経脊髄炎の病理像は視神経や脊髄に壊死性変化を伴う炎症性脱髄性病変を特徴とする。視神経、脊髄以外に脳幹、大脳にも病変が出現する。急性期に好中球や好酸球の浸潤が目立ち、血管壁の肥厚や硝子化を伴う顕著な壊死性変化が主体となる。2002年にLucchinettiらは肥厚した血管壁にrim状やrossette上に免疫グロブリンや活性化補体が沈着していることを見出し、液性免疫の関与を報告した。2004～2005年に視神経脊髄炎患者血清中に抗AQP4抗体が発見され、2007年には視神経脊髄炎剖検例の急性期炎症性病巣では広範に抗AQP4抗体の発現が低下していることが報告された。特に免疫グロブリンや活性化補体の沈着する血管周囲でAQP4は脱落し、アストロサイトは高度に変性していた。一方、AQP4の脱落に比してMBPの染色は保たれる傾向にある。亜急性期から慢性期に線維性グリオーシスが認められるが、壊死性変化や空洞化を伴う頻度も多い。これらの知見から視神経脊髄炎の病態はAQP4を標的とした自己抗体・補体介在性のアストロサイト障害が主であり、脱髄は二次的変化と捉えられるようになった。視神経脊髄炎の脊髄灰白質病巣ではAQP4とEAAT2の両者が発現低下する。アストロサイトによるグルタミン酸の取り込みが低下し二次的なオリゴデンドロサイト障害が生じると示唆されている。AQP4の動態とグルタミン酸毒性が病変の形成に重要な役割を果たす可能性が指摘されている。

### 視神経と脊髄の病理
視神経脊髄炎の視神経炎と脊髄炎の病理学的特徴は、脱髄を超えた広範なAQP4の発現消失、壊死・脱髄・スフェロイド形成を伴う重度の神経軸索傷害、活性化補体と免疫グロブリンの血管周囲の沈着と血管の器質化、顆粒球を中心とした炎症細胞浸潤があげられる。早期活動性病変では、脱髄と神経軸索傷害に先行し、アストロサイトに発現するAQP4とGFAPが消失する。これらの変化は脊髄炎のみの限局型視神経脊髄炎でも認められる。中枢神経系でAQP4はアストロサイト、脳室上衣細胞、放射状グリア（ミュラー細胞、クララ細胞）に発現し、神経軸索や髄鞘に発現しない。

### 脳室周囲器官の病理
視神経脊髄炎では二大病変である視神経、脊髄の他に延髄最後野も侵されやすい。延髄最後野病変は難治性の吃逆・嘔気の原因となる。延髄最後野は血管内皮の密着結合を欠き、血液脳関門が脆弱な脳室周囲器官である。そのため抗AQP4抗体が容易に中枢神経内に侵入しやすい部位と考えられている。病理学的には広範なAQP4の消失、活性化補体の血管周囲・アストロサイト・マクロファージへの沈着と血管の器質化、顆粒球などの炎症細胞浸潤が特徴である。一方、アストログリオーシスが目立ち、明らかな脱髄や神経軸索傷害が乏しく、生理的にEAAT2の発現も乏しい部位であることから視神経炎や脊髄炎とは異なった分子メカニズムの関与も想定されている。

### 大脳の病理
視神経脊髄炎の大脳白質病変は広範なAQP4の発現消失に加え、マクロファージ内の補体沈着とオリゴデンドロサイトのアポトーシスやMAGの優先的消失が併存する場合がある。Lucchinettiによると多発性硬化症の早期活動性脱髄病変は病理学的にパターンⅠ～Ⅳに分類されている。その分類に従えばマクロファージ内の補体沈着は多発性硬化症のパターンⅡの特徴を示しており、オリゴデンドロサイトのアポトーシスやMAGの優先的消失は多発性硬化症のパターンⅢの特徴を示している。多発性硬化症ではintraindividual homogeneity（個体内の均一性）とinterindividual heterogeneity(個体間の不均一性)が提唱されている。その説に従えば多発性硬化症では一人の個体内で1つの同じパターンを示す。一方、自己免疫性アストロサイトパチーである視神経脊髄炎では1人の個体内でパターンⅡとパターンⅢの脱髄病変が併存する症例がいることから脱髄形態はintraindividual heterogeneity（個体内の不均一性）を示す可能性がある。
多発性硬化症の大脳皮質の脱髄と対照的に視神経脊髄炎の大脳皮質には脱髄は認めない。しかし視神経脊髄炎の皮質Ⅰ層のアストロサイトではAQP4の発現低下と皮質Ⅱ層の神経細胞数の低下と反応性アストロサイトとミクログリアの増加が指摘され視神経脊髄炎は多発性硬化症と異なる機序で神経変性病態が存在する可能性が示唆されている。この神経細胞数の低下は注意力低下など認知機能低下に関連すると考えられている。

### 血液脳脊髄液関門の病理
視神経脊髄炎では血液脳脊髄液関門の破綻が報告されている。剖検例では軟膜、上衣細胞、脈絡叢にAQP4が顕著に脱落し、補体沈着やミクログリア活性化を効率に伴い、軟髄膜炎、脳室炎、水頭症への関与が示唆された。

## 病態
視神経脊髄炎の病態に関して抗AQP4抗体によるアストロサイト障害、抗体産出とリンパ球、IL-6による病態修飾、抗AQP4抗体の血液脳関門の通過に関して述べる。

### 抗AQP4抗体によるアストロサイト障害
AQP4は中枢神経系では主にアストロサイトの足突起や上衣細胞に発現し、細胞膜上四量体を形成している。AQP4にはM1とM23の2種類のアイソフォームがあり、M23アイソフォームで構成される四量体はさらに重合して直交格子状配列（orthogonal arrays of particles、OAPs）を形成する。M1とM23の比率が主に直交格子状配列の大きさを規定し、AQP4の抗原性に関わっていると考えられている。この抗原性違いが視神経脊髄炎でAQP4が発現する、骨格筋、肺、腎などの組織が障害されないことのひとつの要因とされている。AQP4は水チャネルとしての機能の他、アストロサイトの移動や細胞接着に関与することも報告されているが発現制御機構や生理学的役割にはいまだ不明点も多い。マウス・ラットを用いた動物実験において、抗AQP4抗体陽性患者由来のNMO-IgGの投与によって視神経脊髄炎患者病理に類似したアストロサイト脱落を伴う中枢神経病変が再現され、抗AQP4抗体が病変形成に重要であることが確認された。抗AQP4抗体によって引き起こされるアストロサイト障害には補体が非常に重要な役割を果たしている。抗AQP4抗体により活性化された補体系が古典経路を介して膜侵襲複合体を形成しアストロサイトの破壊を生じると考えられている。視神経脊髄炎患者病理では特に急性期に活性化補体の沈着が認められ、急性期視神経脊髄炎患者の髄液においては膜侵襲複合体形成過程で産出される補体成分の一つであるC5aの上昇がみられる。また動物モデルにおいて視神経脊髄炎病変を引き起こすためには、NMO-IgGにより活性化される補体がNMO-IgGと同時に存在することが必要であり、補体を介した組織傷害が特に急性期病変形成において重要と考えられる。IgGによる補体活性化にはIgG分子が複数近接して存在する必要があるが、アストロサイト膜表面の直交格子状配列に多数の抗AQP4抗体が結合することで補体の活性化が生じやすくなっている可能性がある。また形成された膜侵襲複合体が周辺の髄鞘や神経を障害するbystander injuryが急性増悪初期の神経障害に関与する可能性が指摘されている。補体非依存性のアストロサイト障害機序も指摘されている。患者体内に存在する抗AQP4抗体は主にIgG1と考えられており、Fcγ受容体を介して好中球、マクロファージ、NK細胞といった自然免疫系細胞を活性化することで、局所の炎症反応を増幅させアストロサイト障害を起こすことが考えられる。またin vitroではアストロサイト膜表面に発現するAQP4分子にNMO-IgGが結合するとFcγ受容体依存性にAQP4内在化が生じることが報告されており、AQP4やアストロサイトの機能的障害が病態に関与する説もある。脱髄や神経軸索の障害はアストロサイト変性や機能障害に引き続いておこると考えられているがその機序の詳細は明らかないなっていない。膜侵襲複合体によるbystander injuryやグルタミン酸毒性関与する可能性が指摘されている。またこれらの機序とは別にモデルマウスではアストロサイト脱落後に脱髄が生じていない神経軸索にもごく早期から形態変化が生じていることが示唆されているが、不可逆な神経障害がいかに生じるか不明点は多い。
かつて抗AQP4抗体価は脊髄炎の病変の長さと疾患活動性と相関すると報告されていた。しかし2020年の報告では抗AQP4抗体価は再発、再発の重症度、疾患活動性と相関しない報告されている。

### 抗体産出とリンパ球
視神経脊髄炎における抗AQP4抗体の産出はB細胞から分化した形質細胞によって行われると考えられている。視神経脊髄炎患者の末梢血中では形質細胞の前段階である形質芽細胞が増加しており、IL-6の作用によって形質芽細胞の生存と抗体産出が促進される。抗体産出は主に末梢で起こっていると考えられており、髄液中に存在する形質細胞も基本的には末梢に由来するものとされているが、髄腔内での抗体産出が起こっていることを示す報告もある。急性期の視神経脊髄炎患者ではIL-17やIL-21などのTh17細胞関連サイトカインが上昇していることが報告されている。視神経脊髄炎急性期病巣では好中球が多数認められるが、Th17細胞は好中球浸潤を促進することが知られておりTh17細胞が組織障害に関与する可能性がある。

### IL-6による病態修飾
視神経脊髄炎患者の血清・髄液ではIL-6が高値であることが報告されている。IL-6は様々な細胞で産出され、T細胞・B細胞のほか、中枢神経系でも神経細胞・アストロサイト・ミクログリア・血管内皮細胞で産出される。IL-6受容体は膜型と可溶型があり、いずれも細胞膜上のglycoprotein 130 (gp130)と複合体を構成し、細胞内にシグナル伝達を行う。IL-6の作用は多岐にわたり、視神経脊髄炎においてはIL-6は末梢血中の形質芽細胞の生存を促進し、抗体産出を促すことが報告されている。またIL-6はTh17細胞の分化にも寄与しており、Th17細胞を介した組織傷害を悪化させている可能性がある。NMO-IgGによってアストロサイトにおけるIL-6産出が増加し、血管内皮細胞にIL-6シグナルが作用することで血液脳関門の透過性を亢進させるという報告もある。以上のようにIL-6は視神経脊髄炎の病態に多面的に関わることが示唆されている。

### 抗AQP4抗体の血液脳関門通過
抗AQP4抗体が中枢神経系に組織障害を起こすには、通常は血清中に抗AQP4抗体が認められるのみでは不十分であり、抗体が血液脳関門を通過して中枢神経系へ移行するためにT細胞などの他の要素が必要と考えられている。各種サイトカインやT細胞浸潤に伴う血液脳関門透過性亢進に関与するほか、視神経脊髄炎における血液脳関門破綻に関与する自己抗体として抗GRP78（glucose-regulated protein 78）抗体が報告されている。GRP78は別名BiP/HSPA5であり熱ショック蛋白70ファミリーに分類されすべての細胞の細胞質に局在し分子シャペロンとして機能する。GRP78は分子シャペロンとして細胞の恒常性を維持する機能だけでなく癌細胞では細胞表面に局在することが報告されている。抗GRP78抗体は前立腺癌、大腸癌、胃癌、肝細癌のほか関節リウマチ、シェーグレン症候群、CNSループスでは血中で認められる。

## NMOの治療

### 急性期治療
ステロイドパルス療法
急性期にはできるだけ早い時期にステロイドパルス療法を行うべきであり自然軽快は避けるべきである。パルス後はプレドニン1mg/Kg/dayで後療法を行う。数ヶ月かけて漸減し0.3mg/Kg/day（およそ15mg）程度で半年から1年間ほど維持することが多い。再発がなければ1mg/month程度の速度で漸減し最終的には0.1mg/Kg/day（目安5mg）程度の維持を目標とする。
血相交換療法
早期のステロイドパルスにもかかわらず、多くの症例で回復が思わしくない場合は急性期に血漿交換を行う。血漿交換の早期導入が治療反応や機能回復の改善に寄与するという意見もある。

### 再発予防
NMOの再発率はMSよりも高いため積極的な再発予防治療が必要である。MSとのおおきな差にステロイドに再発予防効果が示されていることである。
| 薬剤名                     | 標準的な投与量                                 | 投与方法                       |
| -------------------------- | ---------------------------------------------- | ------------------------------ |
| プレドニゾロン             | 15mg（5～20mg）/day                            | 1mg/Kg/dayからゆっくり漸減する |
| アザチオプリン             | 100mg(50～150mg)/day                           | 少量のプレドニゾロンと併用する |
| ミコフェノール酸モフィチル | 2000mg(750～3000mg)/day                        | 少量のプレドニゾロンと併用する |
| リツキシマブ               | 375mg/m2を1週毎、4回投与。その後375mg/m2を適宜 | CD27陽性B細胞を0.05%以下に保つ |

トシリズマブについて国立精神・神経医療研究センターで治験が勧められている。
NMOSDに対するInebilizumab療法
2019年9月、Bリンパ球除去作用を有する抗CD19抗体Inebilizumabの第2/3相試験（N-OMentum study）の結果がLancet誌上で公表された。当該試験は、1) 18歳以上、2) Expanded Disability Status Scale score 8.0未満、3)-1 直近1年間に1回以上レスキュー治療を要する急性増悪をきたした、3)-2 直近2年間に2回以上レスキュー治療を要する急性増悪をきたした、の1)2)および3)-1または3)-2を満たすNMOSD患者を対象に、Inebilizumab（300 mg/回、day1,15）またはプラセボを3:1の人数比でランダムに割り付ける二重盲検試験としてデザインされ、日本の施設を含む25か国99施設が参加して行われた国際多施設共同試験である。主要評価項目（Primary endpoint）は割付け日から急性増悪までの期間とされた。
2015年1月6日から患者のエントリーを受け付け、230人の患者が割り付けられ治療を受けた（Inebilizumab群 174人、プラセボ群 56人）。試験開始後の急性増悪は、Inebilizumab群が12%（12人)であったのに対し、プラセボ群は39%（22人）にのぼり（ハザード比 0.272、95%信頼区間 0·150-0·496、p<0.0001）、Inebilizumabの有効性は明らかであった。この結果を受け、これ以上のプラセボ群への割付は倫理的に許容されないとして独立モニタリング委員会が患者の受入中止を勧告、2018年9月24日で新規患者の受入は中止された。全有害事象/重症有害事象はInebilizumab群72%/5%、プラセボ群73%/9%であった。

NMOSDに対する抗補体療法
エクリズマブやラブリズマブが抗AQP4抗体陽性のNMOSDの再発予防で使用される。炎症発作時の重症度が高い場合、急性期からの投与することがある。九州大学の検討では5例のNMOSD患者にステロイドパルス療法、血漿交換に続き急性期からユルトミリスを投与し、全例で症状の改善が得られた。髄膜炎菌ワクチン接種後2週間以内はセフトリアキソンを投与することで安全に投与することができた。

## トピックス
傍腫瘍性視神経脊髄炎
3椎体以上の長い病変（longitudinally extensive spinal cord lesion、LESCLまたはlongitudinally extensive transverse myelitis、LETM）は視神経脊髄炎に特異的ではなく、SLEなどその他の免疫疾患や悪性腫瘍、感染症、栄養障害、AVFなど血管障害でも認められる。特に傍腫瘍性神経症候群である傍腫瘍性脊髄炎や血管内リンパ腫でもよく認められるため悪性腫瘍の検索は重要である。その一方で悪性腫瘍の患者にしばしば視神経脊髄炎の報告がある  。
視神経脊髄炎の慢性炎症
かつては視神経脊髄炎には多発性硬化症の慢性進行型に相当する病型は存在しないと考えられていた。しかし視神経脊髄炎患者で再発と関係なく脳萎縮が生じること、再発と関係なく視覚伝導路が傷害されることが明らかになった。晩年に再発が認められなかった視神経脊髄炎の剖検例で活動性病変が認められたという報告がある。視神経脊髄炎に慢性進行型が存在する可能性がある。さらにイネビリズマブでニューロフィラメント軽鎖値が低下することから神経変性にイネビリズマブが有効な可能性がある。視神経脊髄炎のPIRA（progression independent of relapse activity ）に関しては報告がある。181人の患者で4人にPIRAが認められたという報告があり発生率2.2%と稀という報告されている。しかしこの研究ではリツキシマブ使用例が多い。またメタ研究では視神経炎が多いと報告されている。